# Indrehovdeholmen
Indrehovdeholmen (wörtlich aus dem Norwegischen übersetzt Innenhügelinsel) ist eine Insel vor der Prinz-Harald-Küste des ostantarktischen Königin-Maud-Lands. Im östlichen Teil der Lützow-Holm-Bucht liegt sie 2,5 km westlich der Landspitze Hovdeneset.
Norwegische Kartographen, die sie nach ihrer geographischen Lage innerhalb der zur Hügelgruppe Langhovde benachbarten Inseln benannten, kartierten sie anhand von Luftaufnahmen der Lars-Christensen-Expedition 1936/37.